# Rubi (telenovela filipina)
Rubi é uma telenovela filipina exibida em 2010 pela ABS-CBN. Remake da telenovela mexicana homônima, que, por sua vez, havia sido inspirada na história em quadrinhos Rubí (1963), criada por Yolanda Vargas Dulché. Rubí foi protagonizada antagonicamente por Angelica Panganiban.

## Elenco
- Angelica Panganiban - Rubi Perez-Ferrer / Theresa Dela Fuente
- Shaina Magdayao - Maribel Dela Fuente[4]
- Jake Cuenca - Alejandro Cardenas[4]
- Diether Ocampo - Hector Ferrer[5]
- Cherry Pie Picache - Vivian Rodrigo/Rosana Perez
- Cherie Gil[6] - Sylvana Velasco-dela Fuente
- Gardo Versoza[6] - Arturo dela Fuente
- Allan Paule[6] - Danilo Capili
- Kaye Abad - Cristina Perez[7]
- Susan Africa[8]- Yaya Pancha
- Wowie De Guzman - Cayetano
- Coney Reyes - Elisa Ferrer
- Juan Rodrigo[8] as Genaro Ferrer
- Dante Rivero[8] - Dr. Jose Bermudez
- Bing Loyzaga[8] - Carla Cardenas
- Rey "PJ" Abellana[8] - Ignacio Cardenas
- Megan Young - Sophia Cardenas
- Mel Martinez[8] - Lorreto Valiente

## Outras versões

### História em quadrinhos
- Rubí (1963) – HQ escrito por Yolanda Vargas Dulché e desenhado por Antonio Gutiérrez para a revista Lágrimas, Risas y Amor.

### Televisão
- Rubí (1968) – telenovela mexicana produzida por Valentín Pimstein para Televisa, protagonizada por Fanny Cano.
- Rubí (2004) – telenovela mexicana produzida por José Alberto Castro para Televisa, protagonizada por Bárbara Mori.
- Ruby (2012) – série árabe produzida por MBC4, protagonizada por Cyrine Abdelnour.
- Rubí (2020) – serie de televisão produzida por Carlos Bardasano para Televisa, protagonizada por Camila Sodi.

### Cinema
- Rubí (1970) – filme dirigido e adaptado por Carlos Enrique Taboada, protagonizado por Irán Eory.